# Cratere Tamara
Tamara  è un cratere sulla superficie di Venere.